# Quando quando quando/Blu
Quando, quando, quando è un singolo del cantante italiano Tony Renis, pubblicato nel febbraio 1962.

## Descrizione
Il disco racchiude due brani, scritti entrambi da Alberto Testa (per il testo) e Tony Renis (per la musica). Quando quando quando, pubblicato sul lato A del singolo, è il brano presentato al Festival di Sanremo 1962 dallo stesso Renis in doppia esibizione con Emilio Pericoli.

Arrangiamenti/direzione d'orchestra: Elvio Favilla

## Tracce
1. Quando quando quando – 3:08 (testo: Alberto Testa – musica: Tony Renis)
2. Blu – 3:17 (testo: Alberto Testa – musica: Tony Renis, Enrico Favilla)

## Classifiche
| Classifica (1962) | Posizione massima |
| ----------------- | ----------------- |
| Italia            | 1                 |

## Cover
- 1962 - Tullio Gallo, 45 giri, (Philips – 363 585 PF); album Sanremo in Rhythm (Philips – P 08522 L); pubblicato in Italia, Argentina e Uruguay
- 1962 - Orchestra Estrellita nell'album Orchestra Estrellita (Alfa Record - OP 7007)
- 1962 - Pietro Paganelli nell'album Successi di San Remo (Music Hall Internazionale – IPK - 703)
- 1962 - Nino Impallomeni, 45 giri, (Regal – SRQ 66); album Nino Impallomeni (Regal – QRX 9014)
- 1962 - Frank Nelson nell'album Cocktail "62" - Das Grosse Schlager-Tanzpotpourri im Coniff-Sound (Polydor - 46 625), pubblicato in Germania
- 1962 - Caterina Valente e Silvio Francesco, 45 giri pubblicato in Germania, (Decca Records – D 19351); album del 1963 Die Großen Erfolge (Decca Records – BLK 16 254-P), pubblicato in Germania e Canada
- 1962 - Werner Müller, EP pubblicato in Germania (Decca Records – DX 2223); album del 1963 Große Schlagerparade (Decca Records – BLK 16238-P), pubblicato in Germania e Canada
- 1962 - Pierfilippi, 45 giri, (RCA Victor – PM 45 - 3057); compilation Canzonissima (RCA Italiana – PML 10340)
- 1962 - Connie Francis, EP pubblicato in Spagna, (MGM Records – HT 057-77); album Connie Francis Sings Modern Italian Hits (MGM Records – MGM C 930), pubblicato nel Regno Unito, Stati Uniti d'America, Nuova Zelanda, Canada e Costa Rica
- 1962 - Nana Mouskouri, EP, titolo Si tu m'aimes tant que Ça, testo di René Rouzaud, (Fontana Records – 460.830 ME), pubblicato in Francia e Grecia; album nana mouskouri (Fontana Records – 660.274 MR), pubblicato in Francia
- 1963 - Al Caiola nell'album Ciao (Chow) (United Artists Records – UAL 3276), pubblicato in Australia, Stai Uniti d'America, Venezuela e Canada
- 1963 - Joséphine Baker nell'album Josephine Baker at Tivoli (Metronome – MLP 15133), pubblicato in Italia, Germania e Danimarca
- 1963 - "Charly-Bar"-Trio nell'album Charly's Piano-Cocktail (Polydor – 237 134), pubblicato in Germania
- 1963 - Katarzyna Bovery nell'album Rendez-Vous z Katarzyną Bovery (Polskie Nagrania Muza – L 0392), pubblicato in Polonia
- 1963 - Ico Cerutti nella compilation Hits 1963 (Gala International – SPK-715), pubblicata in Svezia
- 1963 - Manuel and The Music of The Mountains nell'album Ecstasy (Columbia Records – 33SX 1538), pubblicato in Australia, Sud Africa, India e Regno Unito
- 1963 - Fritz Schulz-Reichel ed il Bristol Bar-Sextett nell'album In der Bar um Mitternacht (Polydor – 46 618), pubblicato in Germania e Paesi Bassi
- 1963 - Pepe Jaramillo nell'album Mexican pizza (Parlophone – PMC 1203), pubblicato in Australia e Regno Unito
- 1963 - Toni Arden nell'album Italian Gold con il titolo Tell me when, testo di Pat Boone (Decca Records – DL 4375)
- 1964 - Judd Solo e l'Italiano Quartetto nell'album Judd Solo and The Italiano Quartetto from The London Hilton (Columbia Records – 33SX 1668), pubblicato nel Regno Unito
- 1964 - Fritz Hemetsberger e Swinging-Zither nell'album Swingin' zither (Polydor – 46 876), pubblicato in Germania e Austria
- 1964 - The Drifters nell'album The Good Life with The Drifters (Atlantic Records – 8103), pubblicato in Nuova Zelanda, Regno Unito e Stati Uniti d'America
- 1964 - Ines Taddio, EP pubblicato in Germania, (AMIGA – 5 50 206); album Kurt Edelhagen (AMIGA – 8 50 037), pubblicato in Germania
- 1964 - Max Eric Trio nell'album Wunderbar! (RCA Camden – CAL 823), pubblicato in Canada
- 1964 - Maria Cristina Brancucci e Alessandro Alessandroni nell'album Musica sul velluto (RCA Italiana – PML 10386)
- 1964 - Riccardo Dini, 45 giri pubblicato negli Stati Uniti d'America, (Taurus Records – T-365); album Sing along with Riccardo Dini (Taurus Records – T-1001), pubblicato negli Stati Uniti d'America
- 1965 - Sergio Franchi nell'album Live at The Cocoanut Grove (RCA Victor – LPM-3310)
- 1965 - David e Marianne Dalmour nell'album Introducing David and Marianne Dalmour (Columbia Records – 33SX 1715), pubblicato in Germania, Regno Unito e Sud Africa
- 1966 - Max Greger nell'album Das Grosse Deutsche Tanzturnier (Polydor – 237 431)
- 1966 - Lester Lanin nell'album At The Country Club dancing at your fingertips (Philips – PTX600192), pubblicato negli Stati Uniti d'America, Germania, Canada e Paesi Bassi
- 1966 - Cliff Richard, 45 giri pubblicato negli Stati Uniti d'America (Epic Records – 5-10070); album Kinda' Latin (Columbia Records – SX 6039), pubblicato nel Regno Unito, India, Canada, Germania e Ungheria
- 1966 - The 112 Key Mortier Dance Organ nell'album Dance to the Mortier Organ (Decca Records – LK 4789)
- 1967 - Hazy - Jet nell'album Around the world with the Hazy Osterwald Sextet (Decca Records – SLK 16 473-P)
- 1967 - The Fabulous Echoes nell'album Breakin' It Up at Dukes! (Warner Bros. Records – 1695)
- 1967 - Xavier Cugat nell'album Xavier Cugat Today! (Decca Records – DL 74851), pubblicato negli Stati Uniti d'America, Canada e Spagna
- 1968 - Aliza Kashi! nell'album Hello People! (Jubilee Records – JGS 8012)
- 1968 - The Maestros All Steel Band nell'album The Caribbean Sound (Music For Pleasure – MFP 1227), pubblicato in Australia e Regno Unito
- 1968 - Engelbert Humperdinck nell'album Engelbert Humperdinck (Decca Records – LKI 4939), pubblicato negli Stati Uniti d'America, Regno Unito, Scandinavia, Taiwan e India
- 1968 - Keith Beckingham nell'album Travelling Hammond (Ad-Rhythm – ARP-S1001)
- 1969 - Cor Steyn nell'album Triomfen (VARAgram – 0010), pubblicato nei Paesi Bassi
- 1969 - Village Gentry nell'album Ye Concinnous (W & G – WG-B-S-5362), pubblicato in Australia
- 1969 - Labanda's nell'album Fiesta! (Fiesta Records – FIES 5-Y)
- 1969 - James Last nell'album Non Stop Evergreens (Polydor – 249 370), pubblicato nel Regno Unito, Italia, Canada e Germania
- 1969 - Laurel Aitken, 45 giri pubblicato nel Regno Unito (Doctor Bird – DB-1187); album Laurel Aitken Says Fire (Doctor Bird – DLM 5012), pubblicato nel Regno Unito e Germania
- 1970 - Brad Swanson, 45 giri pubblicato negli Stati Uniti d'America (Thunderbird Records – TH 538); album Party Time (Thunderbird Records – THS 9011)
- 1970 - Harold Smart nell'album Smart Latin (Ad-Rhythm – ARPS-2002)
- 1970 - The Gringos nell'album Continental Rendezvous (Philips – PDS-343), pubblicato in Australia
- 1970 - The Statesmen nell'album Games People Play (W & G – WG-25/S/5486), pubblicato in Australia
- 1970 - Anna Dell nell'album Move into the Hammond Spectrum with the Swinging Anna Dell (Gemini – GMX 5002)
- 1970 - Tommy Reilly nell'album Latin Harmonica (Polydor - 2418-021), pubblicato in Francia, Spagna, Germania e Canada
- 1971 - Fausto Papetti nell'album Ciao Italia "I Remember n. 7" (durium - MD.A 162), pubblicato in Francia, Spagna, Italia e Giamaica
- 1971 - Willy Williams, 45 giri pubblicato in Belgio (Monopole Records - s.195); album My way (Monopole Records - M.L.P. 724)
- 1971 - Mantovani Orchestra nell'album To Lovers Everywhere (Decca Records – SKL 5112), pubblicato negli Stati Uniti d'America, Regno Unito e Canada
- 1972 - Steven Smith & Father & Sixteen nell'album Great Songs (Decca Records – SKL 5128)
- 1972 - Harry Stoneham nell'album Latin Lowrey (Columbia Records – TWO 383)
- 1972 - Reginald Dixon nell'album This Is My Song (Columbia records – SCX 6496), pubblicato nel Regno Unito e Australia
- 1972 - Nils Nilsson nell'album Playtime (Tip – 2461.004), pubblicato in Svezia
- 1973 - Les Carlton nell'album Shall We Dance (Four Leaf Clover Records – EFG-LL-7229), pubblicato in Svezia
- 1973 - Arthur Rollins Jr. nell'album Frank Penn at Independence and with The Esquires Ltd (Penn Records – LP-003), pubblicato alle Bahamas
- 1973 - Raffaella Carrà nell'album Scatola a sorpresa (CGD – 40 CGD 69048), pubblicato in Italia e Russia
- 1973 - Reaction e Peter Marino nell'album Reaction and Peter Marino (Periwinkle Records – PER 7313), pubblicato in Canada
- 1974 - Kai Rautenberg nell'album Holiday in Italy (Telefunken – 6.22006), pubblicato in Germania e Messico
- 1974 - Peter Alexander nell'album Peter Alexander Serviert Weltschlager con il titolo Sag mir quando, testo di Bradtke, (Ariola Records – 87 970 IU), pubblicato in Germania e Austria
- 1975 - Lynette Davis nell'album Sweet Sixteen (Starlight Recording Co – SRE 1003), pubblicato in Australia
- 1975 - Rodney Arias nell'album Love Is The Way (Raga Recordings – RRS-7501)
- 1976 - Arsenio Bracco nell'album Un pianoforte nella notte - Vol. 3 (Quadrifoglio - VDS 398)
- 1976 - Dennis De Souza nell'album After Hours (Richie's Music – RMP-1007), pubblicato in Canada e Trinidad e Tobago
- 2019 - Michał Bajor incide il brano con il titolo Quando, quando per l'album Kolor Cafe. Przeboje Włoskie i Francuskie (Sony Music - 19075973272), pubblicato in Polonia